# أ. إيرل هيدريك
أ. إيرل هيدريك (بالإنجليزية: A. Earl Hedrick)‏ هو مخرج فني ومصمم الإنتاج أمريكي، ولد في 2 مارس 1896 في لوس أنجلوس في الولايات المتحدة، وتوفي في 18 سبتمبر 1985 في ويتير في الولايات المتحدة.

## وصلات خارجية
- أ. إيرل هيدريك على موقع IMDb (الإنجليزية)
- أ. إيرل هيدريك على موقع أول موفي (الإنجليزية)
- أ. إيرل هيدريك على موقع قاعدة بيانات الفيلم (الإنجليزية)